# Julius Szilassy von Szilas und Pilis
Julius Szilassy von Szilas und Pilis, in ungherese: Gyula Szilassy de Szilas et Pilis, detto anche impropriamente Julius von Szilassy (Bex, 21 agosto 1870 – Nizza, 7 giugno 1935), al servizio dell'impero austro-ungarico.

## Biografia
Nato a Bex, in Svizzera, il 21 agosto 1870, Julius Szillasy von Szilas und Pilis trascorse la sua giovinezza in Ungheria, regione da cui proveniva la sua famiglia. Dopo aver compiuto i primi studi in Svizzera ed alla Harrow School in Inghilterra, entrò al servizio del ministero degli esteri austriaco dove fu impegnato in una serie di legazioni estere. Nel 1898 sposò Louise-May Hecker, figlia di Frank J. Hecker, di Detroit. La coppia ebbe un figlio, Charles Henry de Szillasy (noto poi come Charles Henry Fletcher), e nel 1905  la Hecker chiese il divorzio.
Nel 1907, Szilassy divenne membro della delegazione austroungarica alla seconda conferenza di pace di Le Hague e l'anno successivo venne nominato consigliere d'ambasciata a San Pietroburgo per poi tornare a Vienna nel 1912. Nel novembre del 1913 venne nominato ambasciatore imperiale ad Atene dove si trovò a gestire il complesso periodo rappresentato dalla prima guerra mondiale in Grecia. Nel novembre del 1916 venne espulso dalla Triplice Intesa da Atene.
Dopo il suo ritorno a Vienna sul finire del 1916, per un anno prestò servizio nel Ballhausplatz per poi essere destinato a Costantinopoli come consigliere d'ambasciata nell'ottobre del 1917, rimanendovi sino alla fine del conflitto. Nel 1917 si parlò anche di una sua possibile nomina a ministro degli esteri, ma l'ipotesi sfumò per i suoi legami con Mihály Károlyi. Il 1º maggio 1918 ottenne il titolo di barone.
Fu uno dei pochi diplomatici di professione a rimanere in servizio dopo la caduta dell'impero austro-ungarico nel 1918, e dal febbraio all'aprile del 1919 fu il primo ambasciatore della nazione ungherese in Svizzera. Dopo la rivoluzione guidata da Béla Kun, andò in esilio senza mai fare più ritorno in Ungheria e dedicando il resto della sua vita alla scrittura di libri delle sue memorie e sulla diplomazia del suo tempo, nei quali criticò liberamente anche diversi personaggi influenti come il conte Leopold Berchtold, ministro degli esteri austroungarico dal 1912 al 1915.
Morì a Nizza nel 1935.

## Opere
- Der Untergang der Donau-Monarchie. Diplomatische Erinnerungen, Berlin, E. Berger, 1921.
- Manuel pratique de diplomatie moderne, Lausanne–Genève, 1925.
- Traité pratique de diplomatie moderne, Paris, Payot, 1928.
- Le procès de la Hongrie. Les relations franco–hongroises devant l'histoire, Paris, F. Alcan, 1932.